# 西城沼

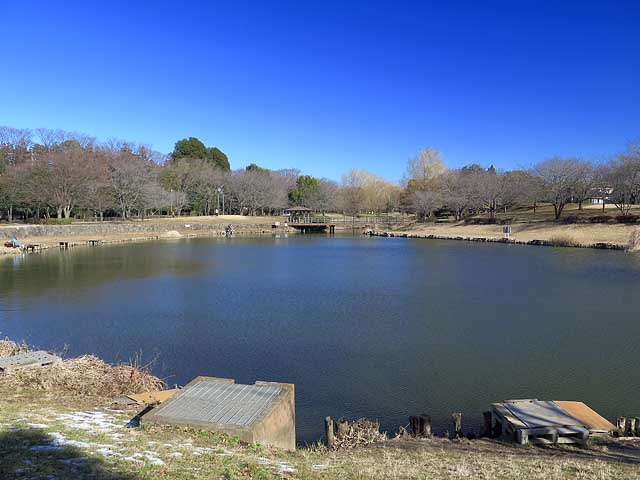
西城沼公園の西城沼

西城沼（にしじょうぬま）は、埼玉県蓮田市の黒浜地区に所在する沼である。

## 概要
西城沼は縄文時代の奥東京湾の海退時に取り残された「海跡湖」の名残であるとされ、古くには護岸のされていない自然沼の状態であったが、1992年（平成4年）に開園した西城沼公園の一部として整備された。かつての西城沼は南北に長い沼であったが、今日の西城沼はほぼ南北方向にトックリ型の沼となっており、水面の周囲は親水公園となっているので近づくことが可能である。また釣り場も設置されており、ヘラ台などの釣り座が設けられているが、ルアーやリールなどの投げ釣りは禁止されている。所在地周辺は北側は西城沼公園の園地および畑などの農地や集落、東方は畑などの農地や集落および市道を挟み東城沼、南方および西方は新市街地となっている。明治期の記録である『武蔵国郡村誌』には東西25間（約45 m）・南北3町30間（約382m）・周囲5町（約545 m）とあり、城村（今日の大字城）の中央に位置し、用水に用いられると記されている。

## 所在地
- 〒349-0143
- 埼玉県蓮田市大字城[3]

## 周辺
- 東城沼
- 城自治会館
- 埼玉県道3号さいたま栗橋線
- 中島公園
- 貝和田公園
- ふわふあの森（緑地）
- 天満神社
- 阿弥陀堂